# ボルトガンダム
- 機動武闘伝Gガンダム > モビルファイター > ボルトガンダム

ボルトガンダムは、テレビアニメ『機動武闘伝Gガンダム』に登場する架空の兵器。
第13回ガンダムファイトで、アルゴ・ガルスキーが搭乗するネオロシア代表モビルファイター (MF)。大会登録番号はGF13-013NR。
漫画『超級!機動武闘伝Gガンダム』に登場するMF、ガンダムボルトクラッシュについても本項で記述する。

## 製作エピソード
デザインを担当した大河原邦男は自著において、ロシアの囚人が搭乗する機体という設定からロシアの衣装をベースにしたデザインを行ったと語っている。当初はハンマーを体中の鎖で繋いだデザインだったが、玩具との兼ね合いからハンマーの接続方式はビームとなったという。
また、大河原邦男によれば、囚人という設定のため、当初は両肩に鎖が付いていたが、アニメで動かすことを考慮して最終的に取り外したとのこと。

## 設定解説
パワーとディフェンスに長けた、ネオロシアのモビルファイター。捕まえた敵に大打撃を与え、装甲の厚さから打たれ強い。パワーレスリングを得意とする機体である。また、機体各部には独立駆動機関「ビクトルエンジン」が内蔵され、通常のMFと比較し二倍近い出力を誇る。これによって重厚さと高機動さを両立することが可能となった。ネオロシアが非公式に捕獲した他国のモビルファイターの技術が多数流用された機体でもある。

## 武装
頭部バルカン砲
ボルトガンダム唯一の射撃兵器。主に牽制武器として使用され、デスバーディを撃墜するほどの威力をもつ。
グラビトン・ハンマー
左肩部に内蔵される鉄球をグリップ（普段は腕部に内蔵されている）より発するビームチェーンで接続して使用する。質量攻撃で敵を粉砕する装備。
その他
バンダイより1994年に発売された玩具商品『モビルファイターシリーズ 05 ボルトガンダム』においては、「グラブ」という装備が付属していた。

## 必殺技
炸裂ガイアクラッシャー
ギアナ高地での修行で会得した、ボルトガンダムのパワーを最大限に生かした必殺技。地面に渾身の力を籠めた拳を打ちつけ、大地を針山のように隆起させる。
隆起した大地は巨大な針山のようになり、受けた相手は尖った大地が突き刺さるダメージと共に、岩塊で機体が拘束される。欠点としては、その強大なパワーゆえにボルトガンダム自身にも負荷をかけてしまう。
ドモンとゴッドガンダム以外のシャッフル同盟のメンバーおよび機体の新必殺技はドモンとの生身での対峙、もしくはゴッドガンダム戦で初使用されたが、この技はゴッドガンダム戦の前の試合であるランバーガンダム戦で初披露された。
零距離ガイアクラッシャー
針山状に隆起した大地による攻撃を掻い潜って懐に飛び込んできた相手を、ガイアクラッシャーのパワーを籠めた両腕の拳で殴りつける技。

大地を針山状に隆起させて相手を攻撃する技と思われていたが、この技の真髄は大規模な地割れを引き起こすほどに強烈なパワーの籠った拳による、零距離での拳撃であった。ドモンもこの技の真意を見抜けず勝負を決めようと懐に飛び込んだ所をガイアクラッシャーの拳撃で迎撃され、ゴッドフィンガーに両腕の拳を打ちつけられて崩壊寸前に追い込まれた。

『スーパーロボット大戦シリーズ』ではガイアクラッシャーの地割れで相手を拘束し、猛突進して拳による渾身の二連撃を叩き込む。
技名は『スーパーロボット大戦シリーズ』から。地面の無い宇宙空間でも使用可能。
トリプルガイアクラッシャー
ゴッドガンダム、ドラゴンガンダムと協力して放つ合同必殺技。これによってアルゴ達はドモンを先に進ませるためのトンネルを作った。
グラビトン胡蝶剣ハンマー
『スーパーロボット大戦J』に登場したドラゴンガンダムとの合体攻撃。ガンダムヘブンズソードを仕留めた際の連携攻撃を再現したもの。
シャッフルハンマー
コミックボンボンの漫画版で登場。グラビトン・ハンマーを相手にぶつける捨て身の技。その際、鉄球にはブラック・ジョーカーの紋章が浮かび上がる。
シャッフル同盟拳（シャッフルどうめいけん）
シャッフル同盟5人の力を合わせた合体技。グランドマスターガンダムを消滅させた。
漫画版での名称は「爆熱石破天驚拳シャッフルアタック」。

## 劇中の活躍
第5話から登場。シャイニングガンダムのパンチをものともせず、逆にその左腕を軽くへし折るが、最終的にはシャイニングフィンガーで逆転されながらも引き分けに終わる。以降は他国でのファイトを行うようになる。
ネオジャパンの新宿において、アルゴがDG細胞に感染し、デビルガンダム軍団の所属になってしまうが、シャッフル同盟の手でアルゴが元に戻った後は、シャッフル同盟の所属機にもなる。
ギアナ高地の修行で会得した「炸裂ガイアクラッシャー」を武器に決勝リーグに参戦。ノーベルガンダムに48秒で瞬殺されたり、アルゴの因縁の相手であるグラハムのランバーガンダムに勝利した後、ゴッドガンダムとシャッフル同盟の連戦の最後の相手を担当。爆熱ゴッドフィンガーをガイアクラッシャーの両の拳で殴りつけ押し潰すという捨て身の戦術を採るなど激戦を繰り広げるが、膝関節の整備不良（ガイアクラッシャーの弱点で、その威力ゆえ自身の膝関節にも負担がかかりすぎていた）を見抜かれ「ゴッドフィールド・ダッシュ」のパワーに押し切られ、敗北した。
ランタオ島の決戦ではドラゴンガンダムと共同でガンダムヘブンズソードを仕留める活躍を見せ、その後のデビルガンダム災害の沈静化にも大きく貢献した。
小説版では石破天驚拳を食らってもなお、マスター・アジアへ必死に食らい着いている。また、本編でも一時的ながらマスターガンダムを押さえつけてしまうほどの高い力を持っていた。

## ガンダムボルトクラッシュ
『超級!機動武闘伝Gガンダム』に登場。型式番号はGF13-013NRII。ネオロシアが第13回ガンダムファイト決勝大会用に新たに用意したMF。
機体デザインはボルトガンダム以上に重厚なものとなり、電気を放つボルトが多数装備された。
ボルトガンダムを上回る性能を誇るも、機体のプログラムに数多の国から盗んだモビルファイターのデータを流用し過ぎたがためにファイターであるアルゴとの動きに誤差が生じており、決勝大会では他のシャッフル同盟と違いボルトガンダムと併用の形となっている。